# Ветроходна яхта
Ветроходната яхта има 2 главни части: корпус и снаряжение.
Корпусът е предназначен да събере екипажа на яхтата и всичките предмети от нейното снабдяване. Под снаряжение се разбират ветрилата и всички устройства за поставяне на ветрилата и тяхното управление.

## Части на яхтата

### Корпус
Предната част на корпуса се нарича нос, задната – кърма, частите от корпуса, надвесени над водата, се наричат носови и кърмови свеси.
Страничните повърхности на корпуса се наричат бордове. Десният и левият борд се определят, като се гледа от кърмата към носа.
Долната повърхност се нарича дъно. Преходът от борда до дъното се нарича скула. Задният срез на корпуса се нарича транец.
Обърната към водата повърхност се нарича подзор.
Отгоре корпусът се покрива с палуба. Палуба изобщо се нарича всяка настилка, покриваща разположено под нея помещение. На големите кораби има няколко палуби, всяка от които има свое наименование. На спортните яхти рядко се правят повече от 2 палуби.
Носовата част на палубата се нарича бак, кърмовата – ют, средната – шканец (на малките яхти не се употребява, но на яхти по-дълги от 14 – 15 м. то е напълно уместно).
В палубата за поместване на екипажа се правят изрези, наричани кокпити. Кокпитите биват открити, когато те не са отделени от подпалубното пространство, и закрити. В последния случай те представляват вана, поставена в отвора на палубата, изолирана от подпалубното пространство. Закритият кокпит обикновено се прави самоотливен, поставяйки пода му над нивото на водата и обзавеждайки го с отливни тръби. През тези тръби попадналата от палубата в кокпита вода се оттича зад борда. Самоотливни кокпити се правят на такива яхти, които са пригодени за плаване при голямо вълнение, за да не бъдат заливани с вода през кокпита.
Долната част на подпалубното пространство се нарича трюм. Трюмът се покрива с настилка, наречен под или пайол.
Жилищните помещения на яхтата се наричат каюти. Каютата, разположена под бака, се нарича кубрик.
Крайните носови и кърмови отделения се наричат преден отсек или форпик и заден отсек или ахтерпик. Отворите в палубите: входни люкове или входници.
Ако височината на корпуса от пода е недостатъчна, то на палубата се прави надстройка, наричана рубка. Покривът на рубката се нарича палуба на рубката. Стените на рубката (комингси) се снабдяват с кръгли или овални прозорчета – светлици или илюминатори. Когато кръглият светлик (с дебело стъкло) се постави на палубата, той се нарича биково око.
Битовите помещения на яхтата, както и на голям кораб, имат свои названия: кухнята се нарича камбуз, тоалетната – галюн.
За управление на яхтата служи рулят (кърмилото), придвижван с румпел (повратник) или щурвал. Частта от руля, на която се закрепя румпелът, се нарича глава на руля.
Корпусът може да бъде изработен от метал, дърво или стъклопласт.

### Снаряжение
Основните части на въоръжението на яхтата са платната (ветрилата), рангоутът (стожерите) и такелажът (въжетата). Ветрилата са средства за движение, двигател на яхтата.
Яхтата може да носи различни ветрила, всяко от които има свое название. Ветрилата се разделят на 3 главни групи: основни (или за лавировка, виж още курс (ветроходство)), допълнителни (или за гонка) и щормови ветрила (идва от щорм – буря, т.е. платна, ветрила за лошо време, усилени платна). Под основни ветрила се разбират тия ветрила, които яхтата носи в нормални условия. Тези ветрила определят мерителната ветрилна площ
на яхтата, по която се правят всички разчети за яхтата. Участието на яхтата в гонки изисква особени ветрила, увеличаващи ветрилната площ при някои условия на гонката (например при попътни ветрове).
Такива ветрила се наричат допълнителни. Щормови ветрила е прието да се наричат тия ветрила, които се поставят при много силен вятър (щорм), когато обикновените ветрила се оказват доста големи по площ и може да не издържат напора на вятъра.
Рангоут се наричат дървените (или метални) части, обикновено кръгли греди (тръби), към които се прикрепват ветрилата.
Такелаж се наричат растителните и стоманените въжета, които служат за поддържане на рангоута (неподвижен такелаж), вдигане и спущане на ветрилата и рангоута (подвижен такелаж), а също и за управление на ветрилата.
Яхтата има котва, която я удържа на място в случай на престой. Предпочитани са стоманени котви с въже или стоманена верига.

## Основни типове
Съществуват много типове ветроходни яхти. Малката йола с ветрило 11 кв. м и екипаж от 1 човек и грамадната яхта от международен клас с ветрилна площ 700 кв. м с мачта висока 50 до 55 м
и екипаж за гонки в състав 25 – 30 души, са спортни яхти.
Основните признаци, които определят спортните ветроходни съдове, са: типът на корпуса, типът на снаряжението и предназначението (или област на приложение). Според вида на корпуса яхтите биват едно-, дву- и трикорпусни. Преобладават еднокорпусните, които са най-прости в технологично отношение. При тях следва да се обръща особено внимание на устойчивостта, която е проблемна при силен страничен вятър. За повишаването ѝ се използват допълнителен кил (издадена надолу тежка част) или шверт (дъска или пластина, която се спуска надолу по средата на яхтата). Броят на мачтите е друга важна характеристика, защото повече мачти дават възможност за по-добро използване на вятъра и по-висока скорост. Най-разпространени са едномачтовите яхти.
С малка едномачтова яхта, управлявана от един ветроходец, може да се плава броени часове. Големите спортни яхти, в които са построени каюти, издържат на едномесечно плаване в най-тежки условия за плаване, като осигуряват на екипажа спартански битови условия. При добър вятър те развиват над 25 възла (40 км/ч) скорост.